# 검정망둑속
검정망둑속(Tridentiger)은 주로 기수역이나 강 하구, 조수 웅덩이에서 살아가는 어류이다. 한국에 서식하는 이 속의 망둥어 중에는 검정망둑과 두줄망둑이 대표적이다.

## 하위 종
한국에서 발견되는 하위 종은 다음과 같다.
- 아작망둑 (Tridentiger barbatus)
- 민물두줄망둑 (Tridentiger bifasciatus)
- 민물검정망둑 (Tridentiger brevispinis)
- 황줄망둑 (Tridentiger nudicervicus)
- 검정망둑 (Tridentiger obscurus)
- 두줄망둑(Tridentiger trigonocephalus)